# Neosphaeromias magnus
Neosphaeromias magnus är en tvåvingeart som beskrevs av Gupta och Wirth 1970. Neosphaeromias magnus ingår i släktet Neosphaeromias och familjen svidknott. Inga underarter finns listade i Catalogue of Life.